# Nino della Gherardesca
Ugolino (Nino) della Gherardesca, detto il Brigata (Pisa, 1272 circa – Pisa, marzo 1289), era un nipote del celebre Conte Ugolino, che condivise la sorte di morire di fame nella Torre della Muda a Pisa con il nonno, un fratello e due nipoti.

## Biografia
Nino della Gherardesca, di famiglia pisana ghibellina, venne imprigionato  nella Torre della Muda nel 1288.
Nel celeberrimo episodio narrato nell'Inferno di Dante Alighieri (XXXIII, 1-78) egli vien presentato come uno dei quattro figli di Ugolino (in verità ve ne erano soltanto due, ed egli era figlio di suo figlio Guelfo) e Dante immagina che tutti siano fanciulli per accrescere il senso tragico della storia (mentre forse lo era solo Anselmuccio).
La sua fine per le colpe del nonno, quindi da innocente, fece scrivere a Dante la crudissima invettiva contro Pisa vituperio delle genti.